# BasicNet
BasicNet S.p.A. è un gruppo aziendale italiano che opera nel settore dell'abbigliamento, delle calzature e degli accessori.
È quotata dal 1999 alla Borsa Italiana dove è presente nell'índice FTSE Italia Small Cap.

## Storia
Il gruppo è nato nel 1995, fondato da Marco Boglione dopo aver rilevato all'asta fallimentare la storica azienda Maglificio Calzificio Torinese, nata nel 1916 e proprietaria dei marchi Kappa, Robe di Kappa e Jesus Jeans.
Nel corso degli anni, al portafoglio marchi del gruppo BasicNet si sono aggiunte le marche K-Way (2004), Superga (2007), Sabelt (2011), Briko (2017) e Sebago (2017).
Il gruppo non produce nulla direttamente: con 70 programmatori, 100 designer e 100 esperti di comunicazione, crea un menu di modelli, offre una piattaforma informatica che consente ai licenziatari di decidere liberamente cosa produrre e come distribuire i prodotti localmente e li supporta partecipando al ciclo produttivo con società dedicate. I licenziatari riconoscono al gruppo BasicNet, titolare dei vari marchi, commissioni calcolate sulle vendite nette a compenso della licenza del marchio nel mercato globale.
Nel marzo 2019 Federico Trono sostituisce Gianni Crespi nell'incarico di amministratore delegato. Nell'aprile 2019 entrano nel consiglio d'amministrazione i figli del presidente e fondatore: Lorenzo, 33 anni, vicepresidente vendite, e Alessandro, 32, amministratore delegato di BasicItalia, la società che distribuisce  su licenza i prodotti del gruppo in Italia. A loro il padre cederà progressivamente le sue deleghe gestionali.

## Marchi del gruppo
- Kappa
- Robe di Kappa
- Jesus Jeans
- K-Way
- Lanzera
- Superga
- Sabelt
- Sebago
- Briko

## Sede
La sede legale ed amministrativa del gruppo è a Torino in Largo Vitale, nel quartiere Aurora.

## Dati economici
Nel 2017 i ricavi hanno toccato i 183,5 milioni di euro con un Ebitda a 23,1 milioni e l'utile netto di 10,6 milioni. Nel 2018 il fatturato ha toccato 210,4 milioni (aumento del 14,7%), Ebitda a 33 milioni (+43,2%), utile netto di 21 milioni (+97,4%).

## Azionariato
L'azionariato comunicato alla Consob è il seguente:
- Marco Boglione: 33.639% di cui:
  - BasicWorld (indirettamente): 33,128%
  - Marco Boglione (direttamente): 0,511%
- Francesco Boglione: 6.275%
  - Francesco Boglione Srl (indirettamente): 1.719%
  - Francesco Boglione (direttamente): 4.556%
- Kairos Partners SGR SpA: 5.036%
- Azioni proprie: 9.44%
- Mercato: 45.605%

## Principali partecipazioni

### Dirette
- Basic Properties B.V. - 100%
- Basic Village S.p.A. - 100%
- BasicItalia S.p.A. - 100%
- BasicNet Asia Ltd. - 100%
- Jesus Jeans S.r.l. - 100%
- TOS S.r.l. - 100%

### Indirette
- Basic Trademark S.A. - 100%
- Superga Trademark S.A. - 100%
- Basic Properties America, Inc. - 100%
- BasicRetail S.r.l. - 100%